# 10月11日 (旧暦)
旧暦10月11日は旧暦10月の11日目である。六曜は友引である。

## 誕生日
- 嘉慶16年（グレゴリオ暦1811年11月26日） - 曽国藩、清の政治家（+ 1872年）
- 慶応3年（グレゴリオ暦1867年11月6日） - 鈴木喜三郎、政治家（+ 1940年）

## 忌日
- 寛喜3年（ユリウス暦1231年11月6日） - 土御門天皇、83代天皇（* 1195年）
- 慶安2年（グレゴリオ暦1649年11月15日） - 近衛信尋、公卿・関白（* 1599年）
- 天保12年（グレゴリオ暦1841年11月23日） - 渡辺崋山、蘭学者・画家（* 1793年）